# Alberto Barajas Celis
Alberto Barajas Celis (Ciudad de México, 17 de julio de 1913 - 3 de julio de 2004), fue un matemático y físico mexicano, profesor en la Facultad de Ciencias de la Universidad Nacional Autónoma de México.

## Biografía
Nació en la Ciudad de México el 17 de julio de 1913, sus padres Isidoro Barajas y Leonor Celis. Estudió en la Escuela Nacional Preparatoria, en sus estudios superiores entró a la Escuela Nacional de Ingenieros de la Universidad Nacional Autónoma de México en donde obtuvo la carrera de ingeniero petrolero. Más tarde, se interesó por las matemáticas y los campos de la física moderna; esto lo llevó al estudio de la gravitación. Con el tiempo llegó a profundizar en el estudio de la geometría y la gravitación de Birkhoff, adquiriendo el grado de maestro y el doctorado en ciencias matemáticas.

## Trayectoria
Realizó diversos trabajos en matemáticas teóricas junto a colegas y compañeros suyos como Carlos Graef Fernández, tales como Invariantes proyectivos de las transformaciones circulares (1942). Obtuvo la beca Guggenheim por un año que lo llevó a estudiar en la Universidad de Harvard (1944-1945) con el matemático George David Birkhoff hasta antes de su muerte, estudio que le serviría para conseguir su doctorado en ciencias matemáticas con la tesis Teoría de la gravitación (1944) basado en Teoría relativista de la gravitación realizado por los científicos rusos Logunov, Mestvirishvili y Petrov, trabajo que aparece citado en la Enciclopedia Británica, por lo que fue invitado a dar conferencias en las universidades de Brown, Harvard y Pricenton, en donde tuvo la oportunidad de discutir su trabajo con Albert Einstein, ya publicado por el propio Barajas algún tiempo antes y asesorado por Birkhoff.
Desempeñó los siguientes puestos a partir de 1934: investigador de carrera del Instituto de Matemáticas; profesor, director y coordinador en la Facultad de Ciencias (Universidad Nacional Autónoma de México); miembro de la Comisión de Nuevos Métodos de Enseñanza y miembro de la Junta de Gobierno 1970-1979. Desde 1976 es profesor emérito de la Universidad Nacional Autónoma de México, y en 1985 le fue otorgado el grado de doctor honoris causa en Matemáticas por la Universidad Nacional Autónoma de México.
El doctor Alberto Barajas fue un entusiasta impulsor de la construcción de la Ciudad Universitaria en la década de 1950. Asimismo, fue coordinador de la Investigación Científica de la UNAM y presidente del Consejo Consultivo de la CNEN (Comisión Nacional de Energía Nuclear (México)), entre otros cargos.

## Memoria
Barajas escribía en 1989 :

Birkhoff, impresionado por el talento de Graef, aceptó con gusto la invitación que le hizo el Instituto de Matemáticas para venir a trabajar en 1943. Guiados por él, Roberto Vázquez y Francisco Zubieta construyeron el primer continuo lineal y homogéneo que se conoce, además del de los reales; con Javier Barros Sierra intentó un nuevo camino en geometría diferencial, partiendo de propiedades globales; con Graef y conmigo trabajó en la teoría de la gravitación que había presentado en México en 1942. Nuevamente lo sorprendió Graef al resolver el difícil problema de los dos cuerpos en dicha teoría. Seguramente pensando en esta hazaña Birkhoff se refería a mi ilustre amigo como el "poderoso matemático Carlos Graef". También la explicación que dio Graef de la curvatura de los rayos luminosos y del corrimiento hacia el rojo de las rayas espectrales le pareció a Birkhoff preferible a la que él presentó originalmente. Entusiasmado Birkhoff con el éxito de su visita a México, invitó a Graef como profesor de relatividad y gravitación a la Universidad de Harvard. El curso fue un gran éxito.

Discípulo de Sotero Prieto Rodríguez, uno de los grandes matemáticos mexicanos de todos los tiempos junto con Ernesto Rivera, Bruno Mascanzoni, Miguel Urquijo y Nabor Carrillo, Barajas se había iniciado con el doctor Carlos Graef en el estudio de la ingeniería petrolera en 1931, pero enfocó sus estudios en el área de las matemáticas y la física teórica.
Alberto Barajas realizó trabajos más importantes en el estudio de la Teoría de Gravitación de Birkhoff bajo su propia dirección junto a Carlos Graef Fernández y Manuel Sandoval Vallarta. Esta fue una teoría alternativa a la de Einstein y se planteaba establecer leyes sobre el espacio-tiempo y la gravitación.
En 1989, durante un homenaje a su trayectoria, el doctor Barajas dirige a los asistentes estas memorables palabras: "La Felicidad es inversamente proporcional a la distancia que hay entre lo que soy y lo que quiero ser. Soy matemático, toda mi vida quise ser matemático, por lo tanto: soy inmensamente feliz".
En la actualidad, el auditorio de la Facultad de ciencias de la UNAM lleva el nombre del ilustre matemático mexicano.